# Jardinage surélevé

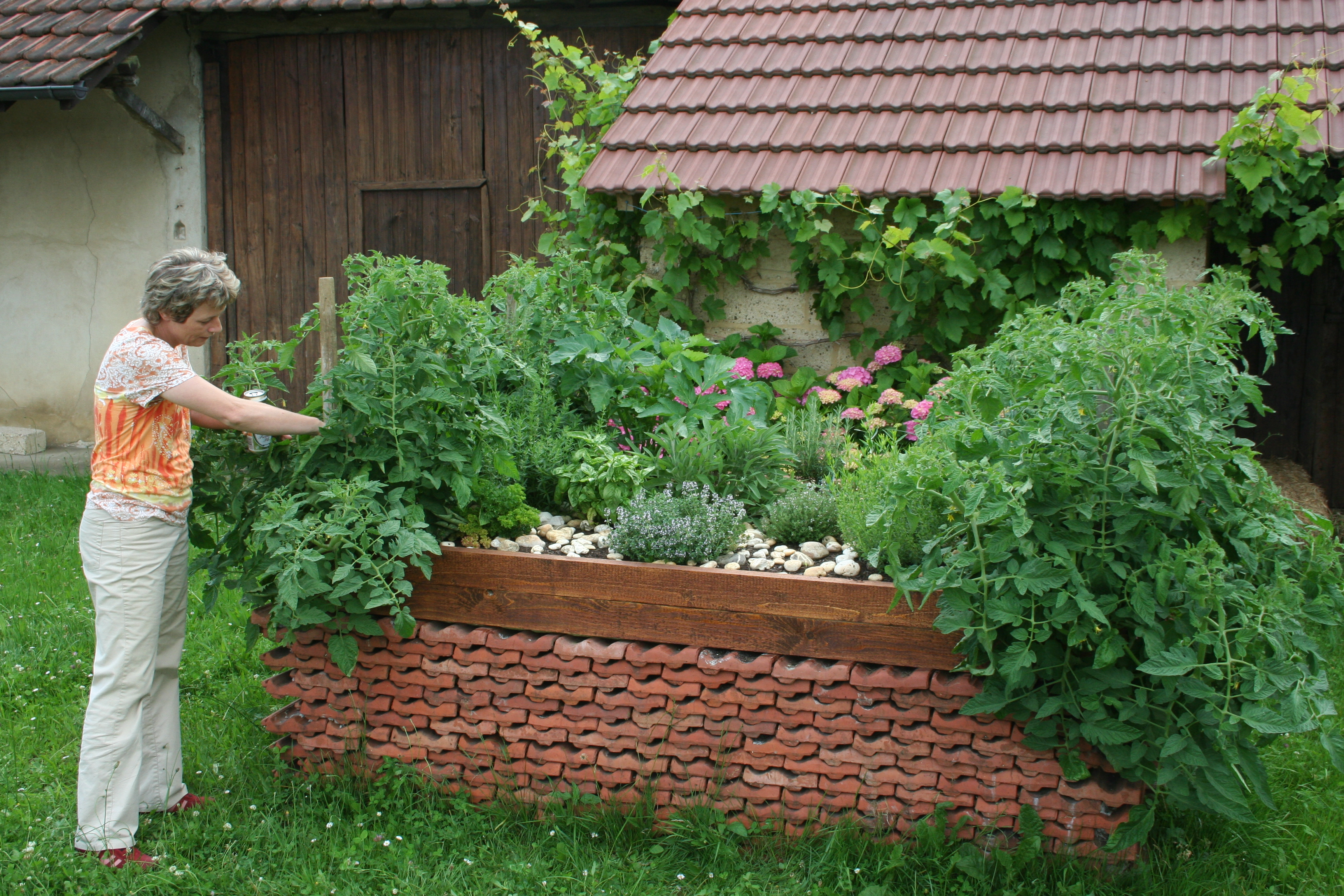
Potager surélevé grâce à des tuiles.

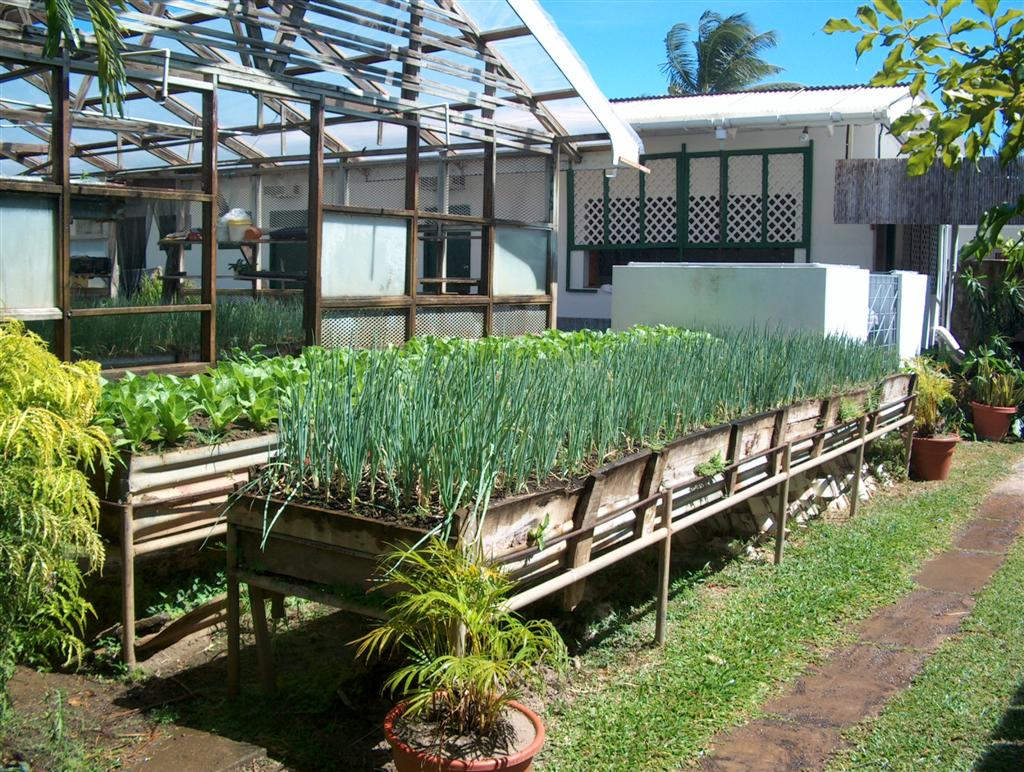
Un jardin potager surélevé en bacs (Tobago).

Le jardinage surélevé, est une méthode de jardinage qui consiste à cultiver des plantes dans des plates-bandes surélevées. Le sol à cultiver est entouré d’un cadre en bois, en pierre ou en blocs de béton et peut être enrichi en compost. Le sol est plus facile à travailler car il n’est pas compacté par le piétinement et à une hauteur qui évite à l'humain de trop se courber pour le travailler ou entretenir et récolter la production. Ce type de culture est compatible avec de nombreux systèmes complexes utilisés en agriculture durable. Les potagers surélevés peuvent être réalisés à partir de matériaux simples mais il existe maintenant de nombreux modèles préfabriqués en vente dans les magasins de jardinage.

## Description

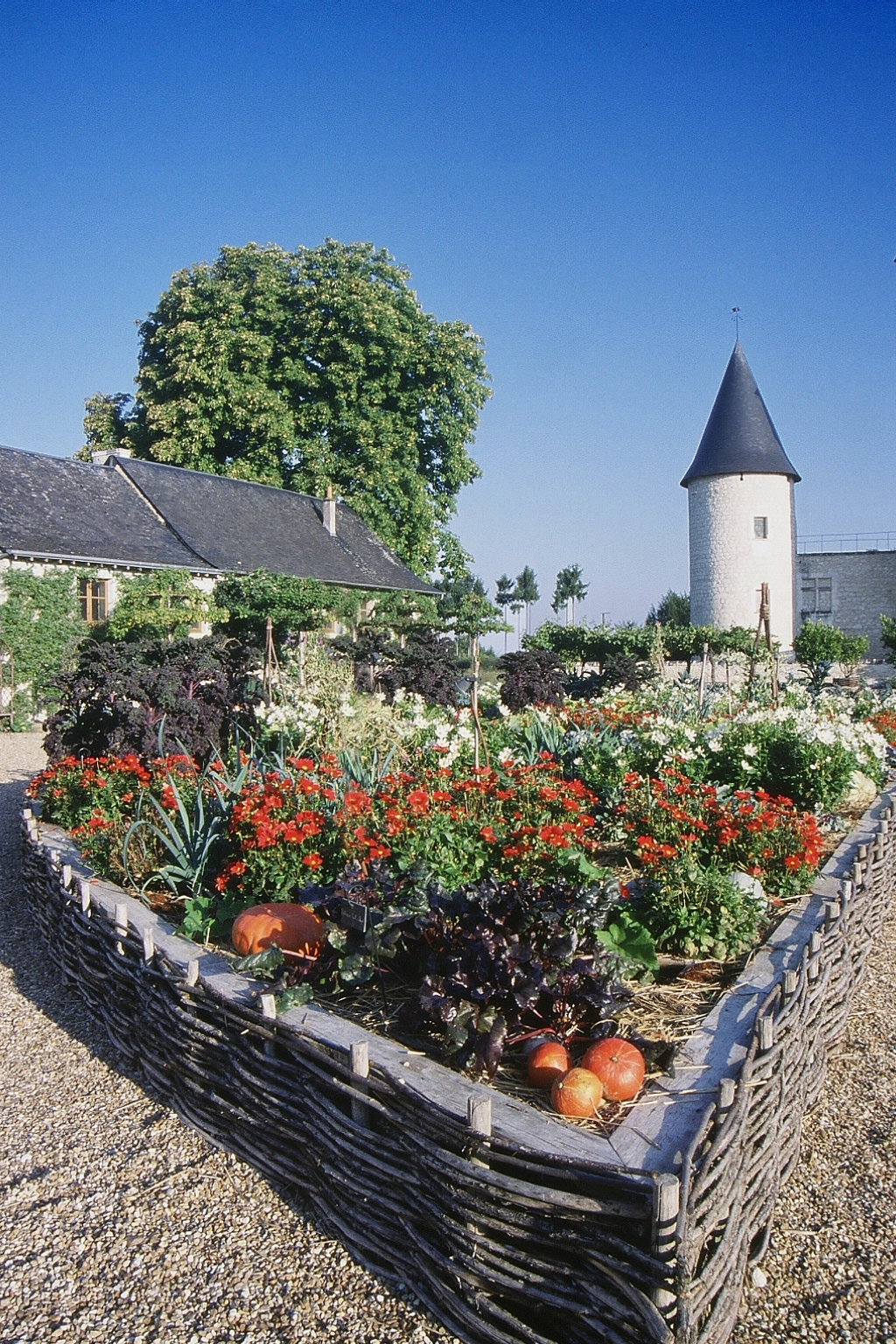
Un exemple de potager sur un plessis de châtaignier surélevé : le potager de Gargantua du château du Rivau.

Le jardinage surélevé consiste à cultiver généralement des légumes, mais aussi des plantes aromatiques ou des fleurs dans des plates-bandes surélevées qui font environ 1 à 1,2 m de large mais dont la forme et la longueur n’ont pas d’importance, à la différence du jardinage en carrés. Le sol à cultiver est surélevé par rapport au terrain (d’au moins 15 cm, jusqu’à la hauteur de la taille), entouré d’un cadre généralement en bois, en pierre, ou en blocs de béton, et il peut être enrichi de terreau et de compost. Les plants de légumes sont plantés géométriquement, mais beaucoup moins espacés que pour un potager en ligne traditionnel. L’espacement entre les plants est tel que les feuilles des légumes arrivés à maturité se touchent à peine, créant un microclimat qui conserve l’humidité tout en empêchant les mauvaises herbes de se multiplier. 
Les plates-bandes surélevées ont de nombreux avantages : une saison de culture prolongée, moins de mauvaises herbes, et le sol utilisé est plus riche. La terre n’est pas compactée et les racines des plantes se développent plus facilement car le jardinier ne marche pas sur la plate-bande. L’espacement réduit entre les plants et l’utilisation de compost donne généralement de meilleurs rendements en potager surélevé par rapport au potager conventionnel. Les plates-bandes surélevées permettent aux personnes âgées ou à mobilité réduite de cultiver des légumes sans avoir à se pencher pour s’en occuper.

## Utilisations

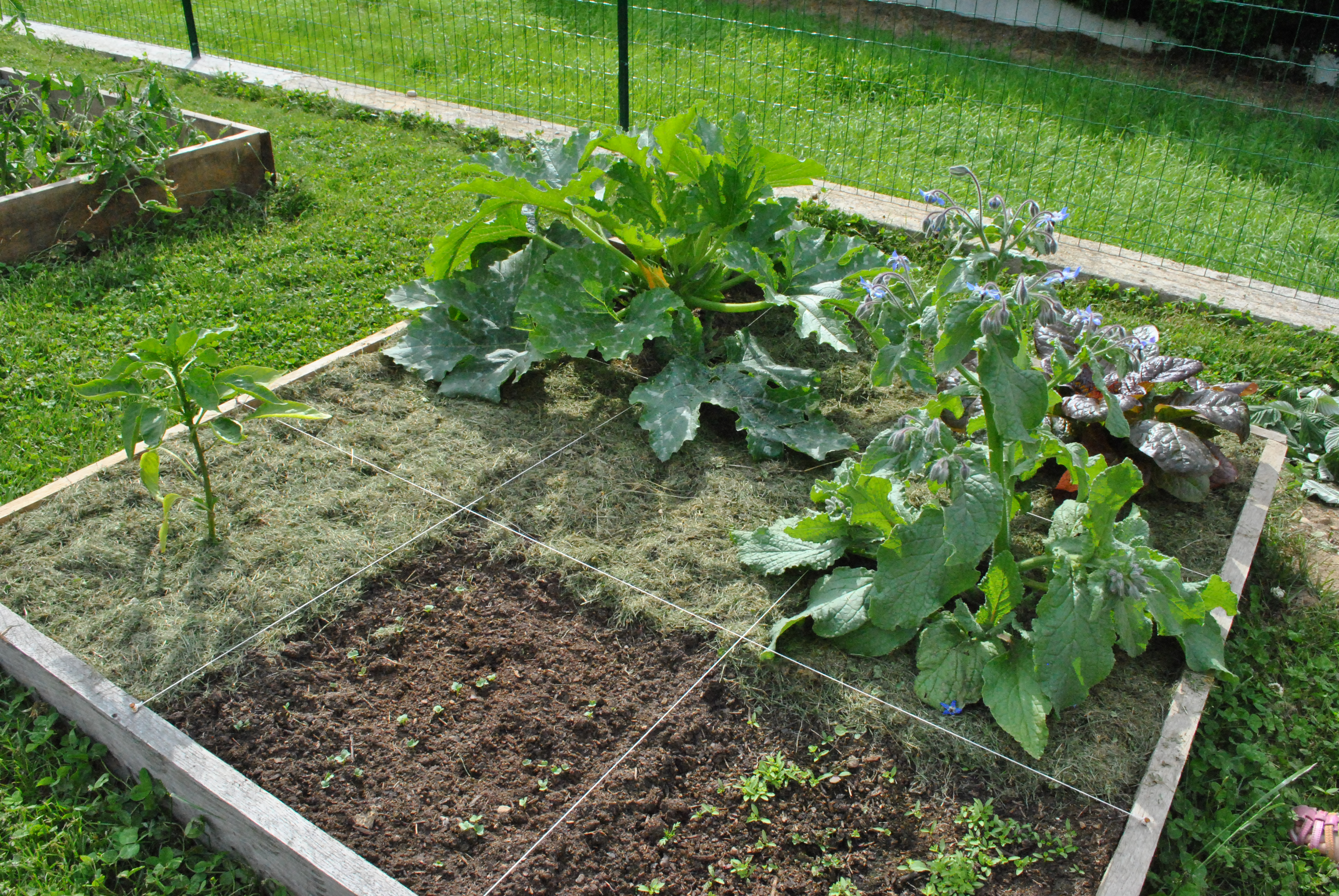
Un exemple de jardin en carrés selon la méthode française, légèrement surélevé par rapport au sol naturel.

Les plates-bandes surélevées se prêtent également au développement de systèmes agricoles complexes qui utilisent beaucoup de principes et méthodes de la permaculture. Elles peuvent être utilisées efficacement pour contrôler l’érosion et recycler et conserver l’eau et les nutriments si elles sont construites le long des lignes de relief de terrains en pente. Elles permettent de créer des surfaces disponibles pour une production intensive. Ces plates-bandes peuvent être préparées sur des surfaces étendues par des machines agricoles puis facilement entretenues, plantées et récoltées à la main. 
Cette méthode de jardinage est compatible avec le jardinage en carrés (méthode de jardinage qui consiste à cultiver des légumes, des plantes aromatiques ou des fleurs sur une subdivision de petites surfaces de formes carrées elles-mêmes réparties sur un plus grand carré faisant office de réceptacle) et le compagnonnage végétal (aussi nommé « culture associée », une technique d'horticulture consistant à associer, au sein de mêmes cultures, des plantes compagnes l'une de l'autre).

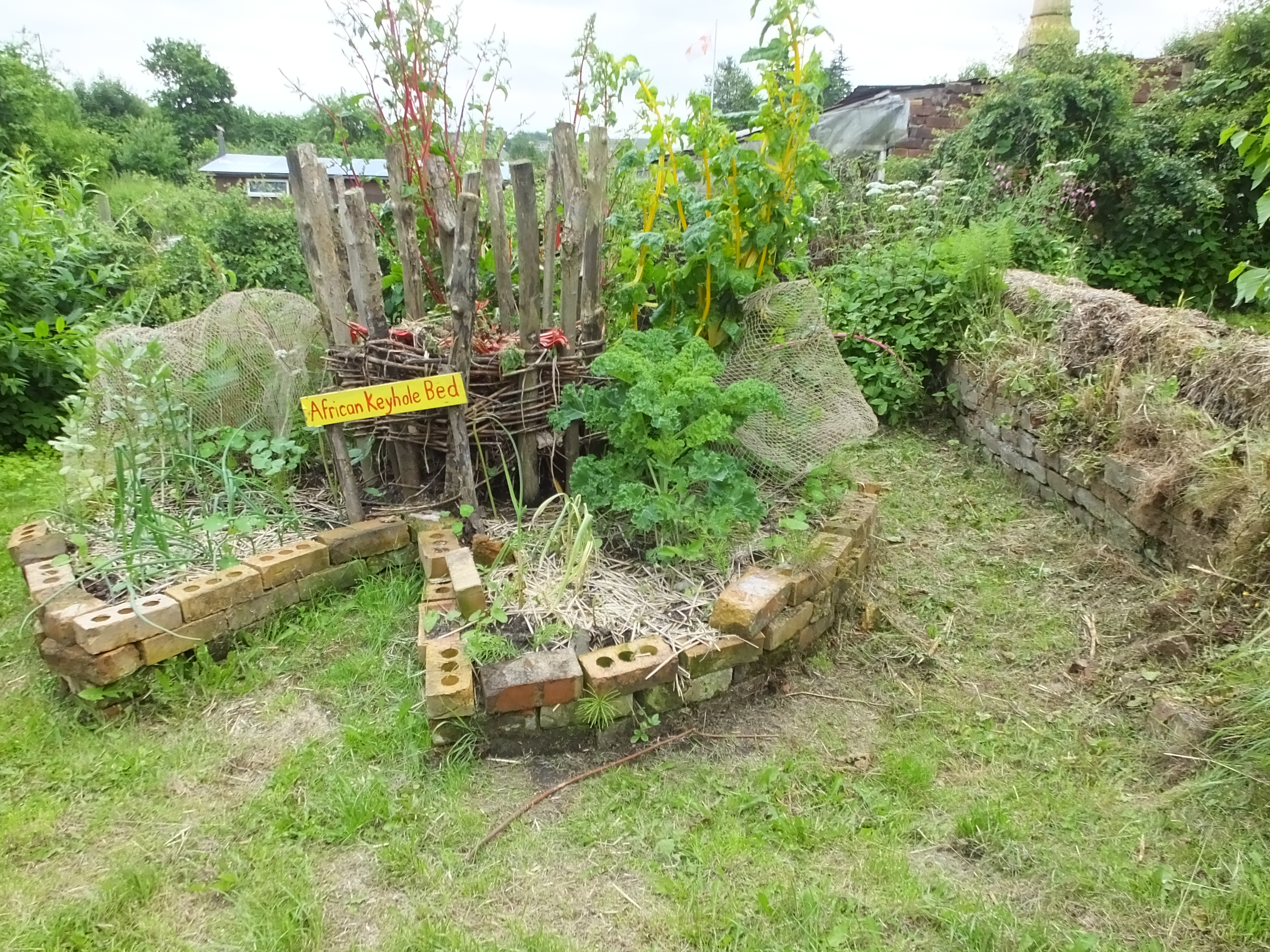
Jardin en trou de serrure

Il existe également des parterres circulaires surélevés ayant un passage découpé dans le cercle (suivant un rayon du cercle) qui permet d’atteindre le centre appelés « jardin en trou de serrure » (ou en keyhole gardens. Au centre une sorte de cheminée à compostage est construite avec des bâtons et ensuite doublée de grappins ou de graminées, qui permet à l'eau placée au centre de s'écouler dans le sol et d'atteindre les racines des plantes l'entourrant.

## Fabrication
Les matériaux utilisés pour monter un potager surélevé doivent être choisis avec soin. L’utilisation de certains bois traités sous pression est déconseillée, par exemple le pin traité à l’arséniate de cuivre chromé (CCA), un produit chimique toxique utilisé pour la conservation du bois qui peut s’infiltrer dans la terre et ensuite contaminer les légumes du potager surélevé,.  Il est donc préconisé d’utiliser du bois dur non traité chimiquement pour éviter tout risque de contamination du sol cultivé. Beaucoup de jardiniers utilisent des traverses en bois maintenues ensemble par des barres d’aciers. D’autres se servent de blocs de béton, bien que moins esthétiques, mais peu coûteux et faciles à monter. Il existe également dans le commerce des potagers surélevés préfabriqués en polyéthylène résistant aux UV et de qualité alimentaire qui résistent aux éléments sans risque de contamination chimique du sol. Une double paroi renfermant une couche d’air isolante permet de réduire les variations de température et le dessèchement du sol. Ces potagers peuvent être protégés des fortes pluies et du vent en les recouvrant d’un film plastique. On trouve aussi maintenant de nombreux modèles de bacs surélevés préfabriqués en bois dans le commerce. Il existe des variantes de bois, de métal, de pierre et de plastique. Chaque type de matériau présente des avantages et des inconvénients.

## Avantages
Le jardinage surélevé présente de nombreux avantages :
- Moins de mauvaises herbes ;
- Meilleure rétention d’eau dans les zones avec sol super-sableux ;
- Meilleur drainage dans les zones où le sol est argileux ;
- Plus d’espace de culture ;
- Pas de compactage du sol par les pieds humains ;
- Un sol plus chaud plus tôt dans la saison ;
- Un sol plus chaud pour une saison plus longue ;
- Un sol dont le pH est pratiquement neutre ;

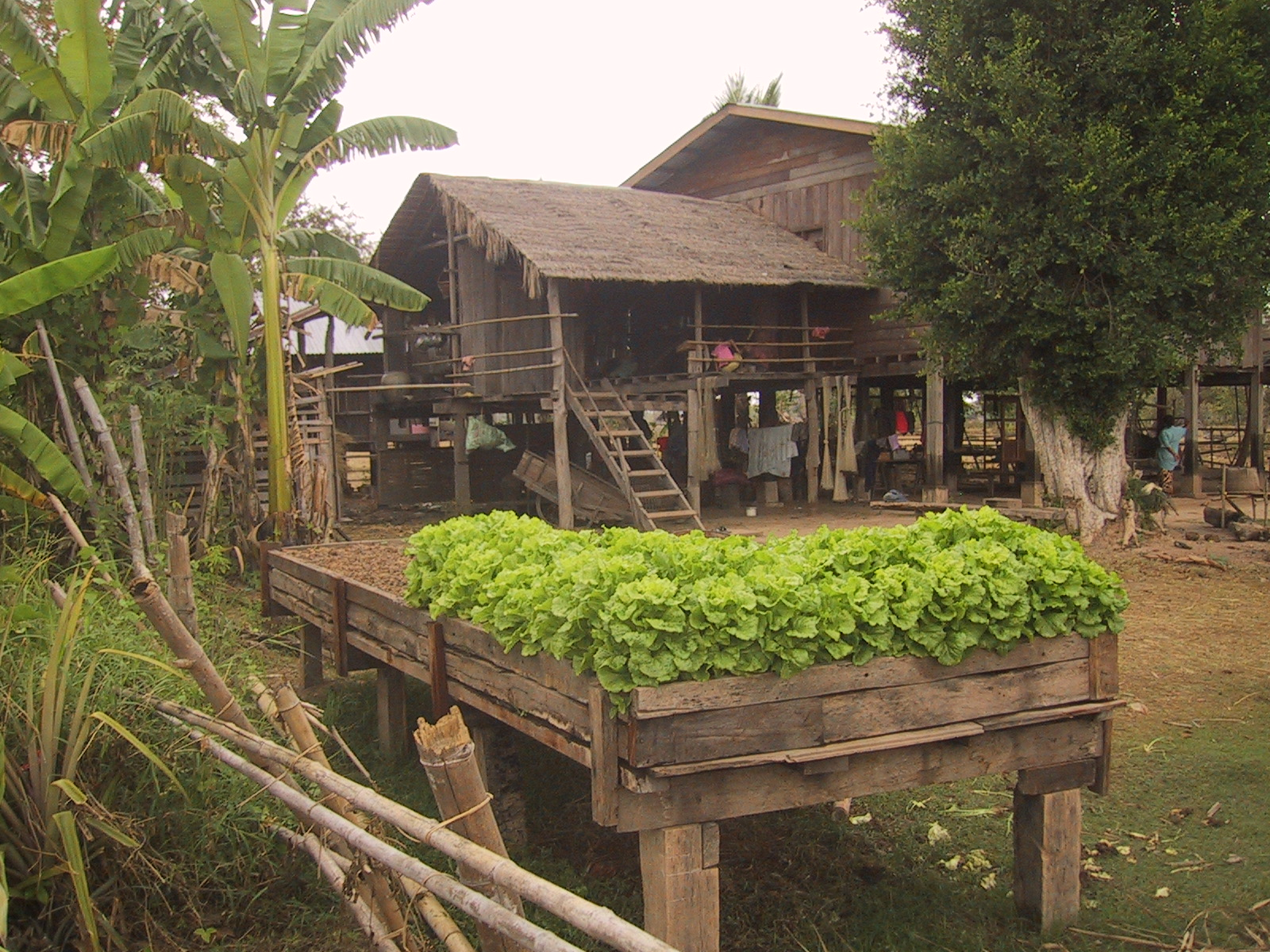
Jardin sur pilotis au Laos.

- Moins d’érosion du sol.